# 비전형적 에이코사노이드

비전형적 에이코사노이드의 일종인 리폭신 A_{4}의 구조

비전형적 에이코사노이드(영어: nonclassic eicosanoid)는 전형적 에이코사노이드가 아닌, 20개의 탄소를 가지고 있는 지방산의 산소화로 생성되는 생물학적으로 활성인 신호 분자이다.

## 용어
에이코사노이드는 3가지 다른 20개의 탄소를 가지고 있는 필수 지방산(에이코사펜타엔산(EPA), 아라키돈산(AA), 다이호모-감마-리놀렌산(DGLA))의 산소화된 유도체에 대한 총칭이다.
현재 용어는 류코트라이엔(LT)과 세 가지 유형의 프로스타노이드(프로스타글란딘(PG), 프로스타사이클린(PGI), 트롬복산(TX))로 제한된다. 그러나 기술적으로 에이코사노이드라고 부를 수 있는 종류로는 에옥신, 헤폭실린, 레졸빈, 아이소퓨란, 아이소프로스테인, 리폭신, 에피리폭신, 에폭시에이코사트라이엔산(EET) 및 엔도칸나비노이드를 포함한 여러 종류가 있다. 류코트라이엔과 프로스타노이드는 때때로 '전형적 에이코사노이드'라고 불리는데, 이는 '새로운', '비전형적' 또는 '에이코사노이드 유사' 에이코사노이드와 대조되는 용어이다.
전형적 에이코사노이드는 자가분비 및 주변분비 매개체로서, 마이크로몰 농도(또는 그 이하)에서 활성을 나타내고 높은 입체특이성을 가지고 생성된다. 이들은 사이클로옥시제네이스(COX) 또는 5-리폭시제네이스에 의해 필수 지방산(주로 아라키돈산)으로부터 생성된다.
대체로 비전형적 에이코사노이드는 20개의 탄소를 가지고 있는 필수 지방산의 생성 및
- 기타 산소화효소(에옥신, 헤폭실린, 레졸빈, 리폭신, 에피리폭신, 에폭시에이코사트라이엔산(EET)),
- 비촉매적 산소화 반응(아이소퓨란, 아이소프로스테인, 피토프로스테인),
- 산소화 의외의 첨가 반응(엔도칸나비노이드)의 산물을 포함한다.

또한
- 또한 전형적 에이코사노이드 생합서으로부터 생성되는 부산물(레부글란딘, 옥소에이코사노이드),
- 다른 지방산과 이들 경로 사이의 반응(피놀렌산과 미드산의 COX 생성물)도 포함된다.

## 같이 보기
- 도코사노이드